# Mausoléu Battenberg
O Túmulo Memorial de Alexandre I de Battenberg (em búlgaro: Гробница паметник "Александър І Батенберг; romaniz.: Grobnitsa pametnik "Aleksandar І Batenberg) mais conhecido como Mausoléu Battenberg, é o túmulo do príncipe Alexandre I da Bulgária, da Casa de Battenberg, o primeiro Chefe de Estado da Bulgária moderna. O edifício está localizado em Sófia, capital búlgara.

## História
Após um golpe de Estado, Alexandre I renunciou ao cargo de príncipe em 1886 e foi para o exílio com sua esposa Joana Loisinger em Graz, onde o casal viveu como Conde e Condessa de Hartenau. Lá, ele morreu inesperadamente em 17 de novembro de 1893. A seu pedido, ele foi transferido para Sófia. Ele recebeu um funeral de Estado, que contou com a presença não apenas da viúva de Alexandre, mas também do novo príncipe búlgaro Fernando I e de muitos búlgaros. Após um serviço na Catedral de Sveta Nedelja, Alexandre foi inicialmente enterrado na Igreja de São Jorge.
Em 3 de janeiro de 1898, Alexandre foi enterrado novamente no Mausoléu Battenberg construído especialmente para ele. O arquiteto suíço Heinrich projetou um mausoléu de 11 m de altura em 80 m² em um estilo predominantemente neobarroco. O mausoléu pode ser acessado por uma escada aberta. Acima da entrada há um cartucho com o brasão principesco de Alexandre. Há uma coroa no teto da cúpula. O design de interiores foi criado pelo importante pintor búlgaro Haralampi Tachev. Além dos monogramas nas paredes, há um retrato em relevo de Alexandre acima do cenotáfio.
Entre 1947 e 1991 o mausoléu não foi acessível. Somente com o fim da República Popular da Bulgária foi restaurado e reaberto. Hoje, além do cenotáfio, os pertences e documentos particulares de Alexandre, que foram disponibilizados por sua viúva em 1937, também estão em exposição.

## Galeria

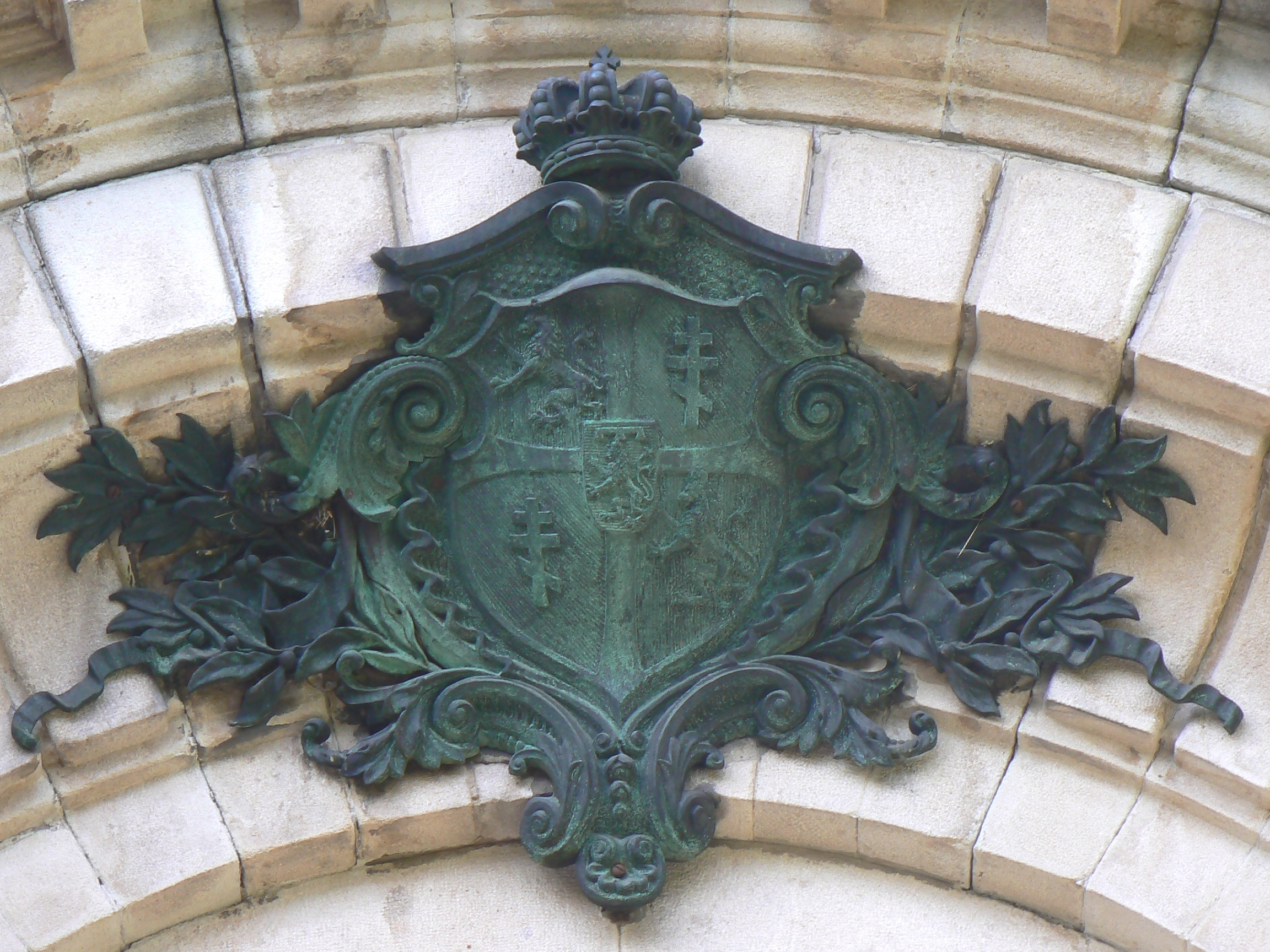
O brasão de Alexandre acima da entrada
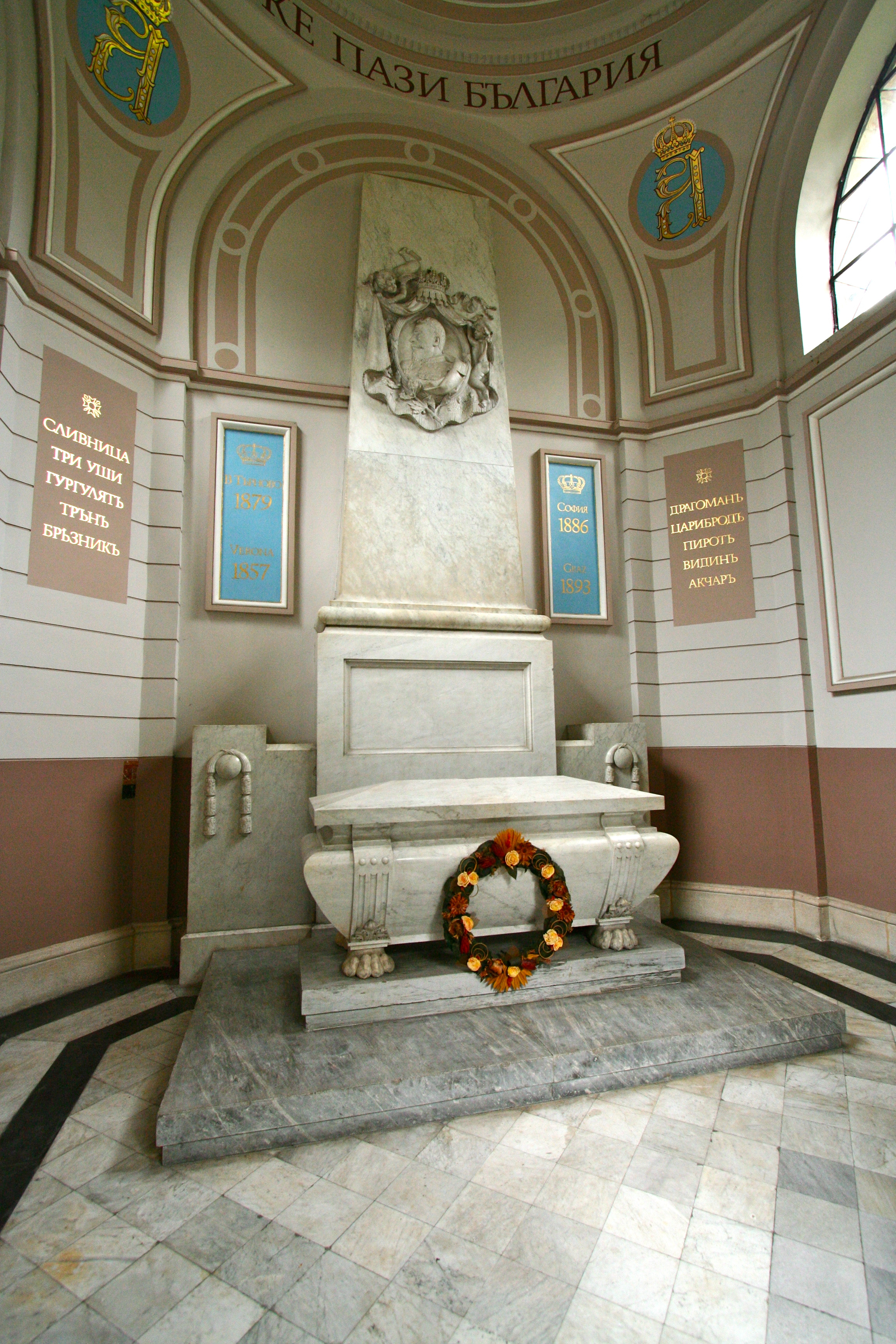
O interior do mausoléu
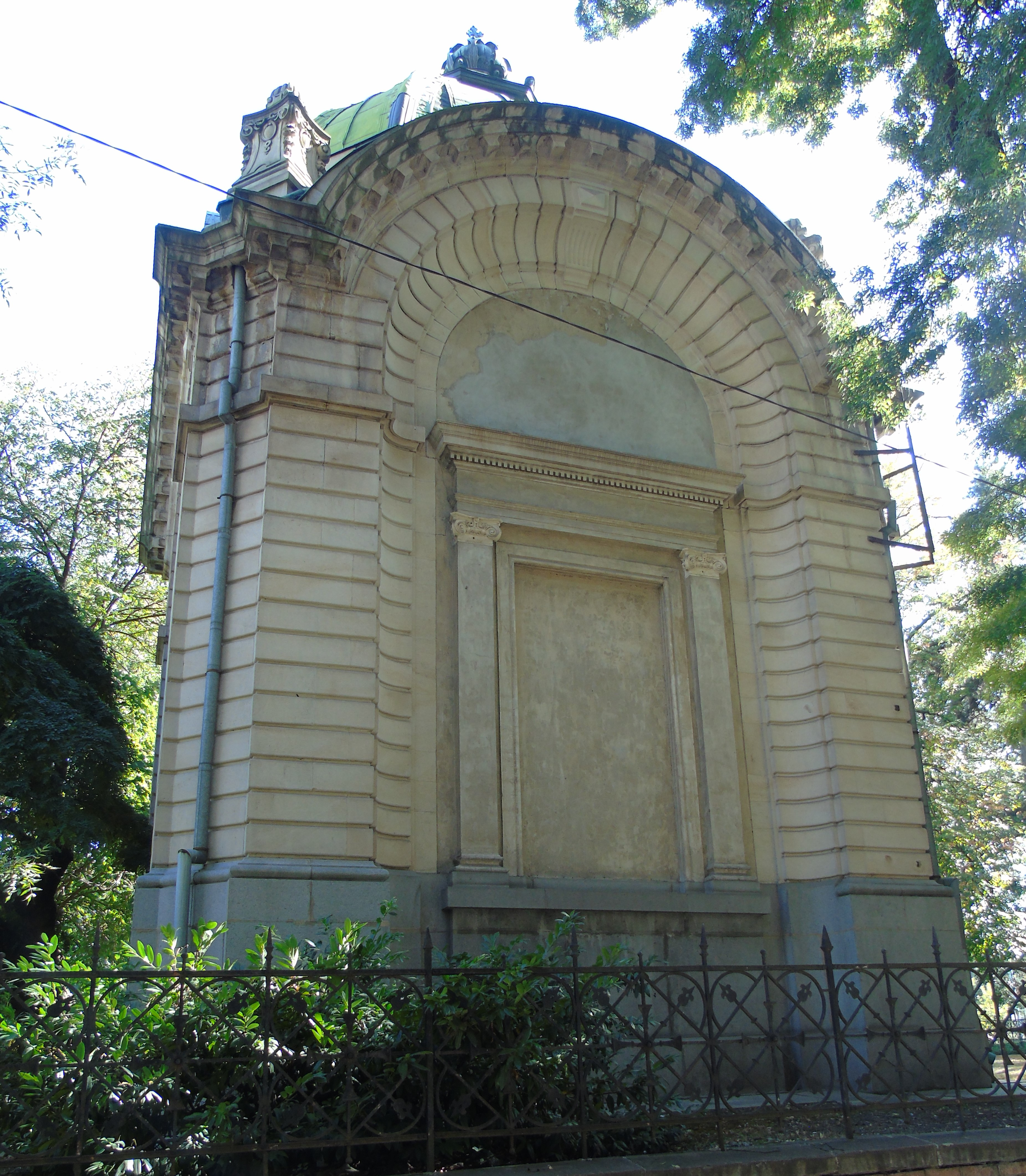
A parte traseira do mausoléu